# احمد بوغمار
احمد بوغمار (عربی: احمد بوغمار؛ زادهٔ ۳۰ دسامبر ۱۹۹۷) بازیکن فوتبال اهل بحرین است.
از باشگاه‌هایی که در آن بازی کرده‌است می‌توان به باشگاه فوتبال الحد اشاره کرد.
وی همچنین در تیم‌های ملی فوتبال Bahrain U19 و Bahrain U20 و Bahrain U23 و بحرین بازی کرده‌است.